# Eleições municipais de Dourados em 2016
As eleições municipais da cidade brasileira de Dourados ocorreram em 2 de outubro de 2016 para eleger um prefeito, um vice-prefeito e 19 vereadores para a administração da cidade. O prefeito titular era Murilo Zauith, do Partido Socialista Brasileiro (PSB), que não poderia concorrer à reeleição e concluirá o mandato em 31 de dezembro de 2016.
As movimentações pré-campanha ocorreram num contexto de crise política envolvendo um pedido de impeachment do segundo mandato da presidente Dilma Rousseff, do PT. As convenções partidárias para a escolha dos candidatos ocorreram entre 20 de julho e 5 de agosto. A propaganda eleitoral gratuita em Dourados começou a ser exibida em 26 de agosto e terminou em 29 de setembro.
Os candidatos que disputaram a cadeira de prefeito foram: Délia Razuk (PR), Ênio Ribeiro (PSOL), Geraldo Resende (PSDB), Renato Câmara (PMDB) e Wanderlei Carneiro (PP). Délia foi eleita com uma diferença de 3.103 votos do segundo colocado, retornando à prefeitura após um mandato como interina entre 2010 e 2011.

## Candidatos
| Nº | Candidato          | Partido | Vice-candidato          | Coligação |
| -- | ------------------ | ------- | ----------------------- | --- |
| 22 | Délia Razuk        | PR      | Marisvaldo (PPS)        | Por Amor a Dourados Partido da República (PR) Partido Popular Socialista (PPS) Partido Social Cristão (PSC) Partido da Mulher Brasileira (PMB) Partido Ecológico Nacional (PEN) Partido Trabalhista do Brasil (PTdoB) Partido Republicano Brasileiro (PRB) Partido Social Democrata Cristão (PSDC) Partido Humanista da Solidariedade (PHS) Partido Trabalhista Cristão (PTC) |
| 50 | Ênio Ribeiro       | PSOL    | Vera Alves (PSOL)       | Partido não coligado Partido Socialismo e Liberdade (PSOL) |
| 15 | Geraldo Resende    | PSDB    | Yuri (PSB)              | Compromisso de Verdade Partido da Social Democracia Brasileira (PSDB) Partido Socialista Brasileiro (PSB) Partido Democrático Trabalhista (PDT) Partido Trabalhista Brasileiro (PTB) Partido Social Democrático (PSD) Solidariedade (SD) Democratas (DEM) Partido Verde (PV)                                                                                                  |
| 15 | Renato Câmara      | PMDB    | Professora Zélia (PROS) | Coragem para Mudar Dourados Partido do Movimento Democrático Brasileiro (PMDB) Partido Republicano da Ordem Social (PROS) Partido dos Trabalhadores (PT) Partido Republicano Progressista (PRP) Partido Pátria Livre (PPL) |
| 11 | Wanderlei Carneiro | PP      | Benjamin Barbosa (PSL)  | Dourados Levada a Sério Partido Progressista (PP) Partido Social Liberal (PSL) Partido da Mobilização Nacional (PMN) Partido Trabalhista Nacional (PTN) |

## Pesquisas
| Data                    | 14/09/2016 | 16/09/2016 | 29/09/2016 | 30/09/2016           |
| Instituto               | Ipems      | Sensor     | Vox Populi | Instituto Atualidade |
| Fonte                   | [ 6 ]      | [ 7 ]      | [ 8 ]      | [ 9 ]                |
| ----------------------- | ---------- | ---------- | ---------- | -------------------- |
| Délia Razuk (PR)        | 40,65%     | 34,4%      | 36%        | 34%                  |
| Geraldo Resende (PSDB)  | 32,27%     | 26,1%      | 29%        | 32%                  |
| Renato Câmara (PMDB)    | 10,55%     | 17,2%      | 11%        | 15%                  |
| Professor Ênio (PSOL)   | 0,98%      | 1,1%       | 1%         | 0,75%                |
| Wanderlei Carneiro (PP) | 0,53%      | 0,6%       | 1%         | 1,75%                |
| Brancos ou Nulos        | –          | 7%         | –          | 6,5%                 |
| Indecisos               | 15,02%     | 13,6%      | 22%        | 10%                  |

## Debates (televisionados ou não)
Para debater políticas públicas de saúde, a Rádio Cidade promoveu o primeiro debate entre os candidatos no dia 21 de setembro. A Rádio Grande reuniu todos os candidatos em encontro realizado em 24 de setembro. Já a TV Morena promoveu debate nos estúdios da emissora em Ponta Porã no dia 25 de setembro. Por fim, a RIT Dourados realizou o último debate em 29 de setembro, com transmissão pelo YouTube, Facebook e site Dourados News.
| Data       | Organizador(es)                        | Mediador(a)         | Délia Razuk (PR) | Geraldo Resende (PSDB) | Wanderlei Carneiro (PP) | Ênio Ribeiro (PSOL) |
| ---------- | -------------------------------------- | ------------------- | ---------------- | ---------------------- | ----------------------- | ------------------- |
| 21/09/2016 | Rádio Cidade                           | —                   | Presente         | Presente               | Presente                | Presente            |
| 24/09/2016 | Rádio Grande                           | Amarildo Ricci      | Presente         | Presente               | Presente                | Presente            |
| 25/09/2016 | TV Morena                              | Andressa Lorenzetti | Presente         | Presente               | Presente                | Não convidado       |
| 29/09/2016 | RIT, Facebook, YouTube e Dourados News | Marcos Anelo        | Presente         | Presente               | Presente                | Presente            |

## Resultados

### Prefeito
Resultado das eleições para prefeito de Dourados. 100,00% apurado.
| Partido   | Partido | Candidato          | Votos   | Votos (%) |
| --------- | ------- | ------------------ | ------- | --------- |
|           | PR      | Délia Razuk        | 43 252  | 39,82%    |
|           | PSDB    | Geraldo Resende    | 40 149  | 36,96%    |
|           | PMDB    | Renato Câmara      | 20 708  | 19,06%    |
|           | PSOL    | Professor Ênio     | 2 445   | 2,25%     |
|           | PP      | Wanderlei Carneiro | 2 065   | 1,9%      |
| Totais    | Totais  | Totais             | 108 619 |           |
| Fonte: G1 |         |                    |         |           |

### Vereadores
Os eleitos foram remanejados pelo coeficiente eleitoral destinado a cada coligação. Abaixo a lista com o número de vagas e os candidatos eleitos. O ícone  indica os que foram reeleitos.
| Candidato(a)      | Partido | Coligação                   | Votação      |      |                        |      |
| ----------------- | ------- | --------------------------- | ------------ | ---- | ---------------------- | ---- |
| Candidato(a)      | Partido | Coligação                   | Marçal Filho | PSDB | Compromisso de Verdade | 4065 |
| Elias Ishy        | PT      | Coragem para Mudar Dourados | 3088         |      |                        |      |
| Silas Zanata      | PPS     | Por Amor a Dourados         | 2904         |      |                        |      |
| Alan Guedes       | DEM     | Compromisso de Verdade      | 2897         |      |                        |      |
| Madson            | DEM     | Compromisso de Verdade      | 2330         |      |                        |      |
| Jânio Miguel      | PR      | Por Amor a Dourados         | 2319         |      |                        |      |
| Pedro Pepa        | DEM     | Compromisso de Verdade      | 2305         |      |                        |      |
| Cido Medeiros     | DEM     | Compromisso de Verdade      | 2278         |      |                        |      |
| Braz Melo         | PSC     | Por Amor a Dourados         | 2107         |      |                        |      |
| Sérgio Nogueira   | PSDB    | Compromisso de Verdade      | 2052         |      |                        |      |
| Idenor Machado    | PSDB    | Compromisso de Verdade      | 2042         |      |                        |      |
| Juarez do Esporte | PMDB    | Coragem para Mudar Dourados | 1944         |      |                        |      |
| Carlito do Gás    | PEN     | Por Amor a Dourados         | 1530         |      |                        |      |
| Bebeto            | PR      | Por Amor a Dourados         | 1427         |      |                        |      |
| Junior Rodrigues  | PR      | Por Amor a Dourados         | 1353         |      |                        |      |
| Ramin             | PDT     | Compromisso de Verdade      | 1298         |      |                        |      |
| Pastor Cirilo     | PMDB    | Coragem para Mudar Dourados | 1238         |      |                        |      |
| Daniela           | PSD     | Compromisso de Verdade      | 1178         |      |                        |      |
| Olavo Sul         | PEN     | Por Amor a Dourados         | 1058         |      |                        |      |